# Milesia spectabilis
Milesia spectabilis är en tvåvingeart som beskrevs av Heikki Hippa 1990. Milesia spectabilis ingår i släktet Milesia och familjen blomflugor. Inga underarter finns listade i Catalogue of Life.